# 김연태
김연태(金然泰, 1945년 12월 5일 ~ 2019년 3월 12일)는 대한민국의 제26대 광주고등법원장 등을 역임한 법조인이다.

## 생애
1945년 전라북도 익산시에서 태어나 20여년간 새벽마다 국선도를 하며 주말에는 등산을 하는 김연태는 이리상업고등학교와 고려대학교 법학과를 졸업하고 제12회 사법시험에 합격했다.
1973년 서울형사지방법원 판사에 임용되어 1979년 광주지방법원, 1988년 서울고등법원에서 판사를 하다가 1986년에 전주지방법원 부장판사에 임명되어 1990년 서울지방법원 북부지원, 1992년 서울형사지방법원, 1998년 서울고등법원, 대전고등법원으로 전보되어 부장판사로서 재판장을 하였다.
2001년 2월 법원 정기 인사에서 법원장으로 승진하여 전주지방법원, 인천지방법원. 대전고등법원에서 법원장으로 재임하다가 2005년 2월 14일에 임명된 사법연수원장을 마지막으로 2005년 10월에 법관에서 물러나 법무법인 에이스에서 대표 변호사를 하였다.
광주고등법원장으로 재직하던 2004년에 "충실한 구두 변론주의에 입각한 명판결과 재판 제도 개혁에 힘썼다"는 이유로 법률소비자연맹이 선정하는 제1회 법률소비자대상 사법 부문 상을 받은 김연태는 2006년 9월 4일에 대법원장 추천으로 재정경제부에 의해 공적자금관리위원회 민간위원으로 위촉되었다.

## 주요 판결
- 서울형사지방법원 항소1부(재판장 채명묵) 배석판사로 재직하던 1973년 11월 6일에 음란 문서발행으로 기소되어 1심에서 벌금 3만원, 2심에서 무죄 판결되었다가 대법원에서 파기환송된 <반노>[5]의 저자 염재만에 대한 재항소심에서 "문학 작품의 음란성 여부는 작품의 일부분이 아닌 작품 전체와 관련해 판단해야 한다"며 "성행위의 향락적이고 유희적 장면을 없애고 성에 대한 권태와 허무감을 깨닫게 하여 성의 노예성을 딛고 일어나 새로운 자아를 발견하는 것을 다뤘다"며  원심을 깨고 무죄를 선고했다.[6]

- 서울지방법원 동부지원 형사합의부 재판장으로 재직하던 1988년 3월 14일에 민정당 중앙정치연수원 점거농성 사건으로 특수공무집행방해와 폭력행위 등 처벌에 관한 법률 위반죄를 적용해 구속된 오철우 등 서울대생 6명에 대해 "반성의 빛이 뚜렷하다"며 징역1년6월 집행유예2년을 선고했다.[7] 3월 28일에 같은 사건으로 구속된 한양대 학생 4명에 대해 "가담 정도가 가볍고 잘못을 깊이 늬우치고 있다"며 징역1년6월~2년6월 집행유예2년~4년을 각각 선고했다.[8]

- 서울형사지방법원 합의21부 재판장으로 재직하던 1992년 3월 30일에 10년 소녀 4명을 "친구 파티에 가자"고 꾀어 술집으로 데려가 구타하고 성폭행하여 특수강간죄를 적용해 구속된 김모군(17세) 등 10명 전원에게 "미성년자로 피해자와 합의한 초범이지만 나이 어린 자매를 번갈아 폭행하는 등 죄질이 나쁘다"며 징역2년6월씩을 각각 선고했다.[9] 5월 16일에 회사 상사의 지시에 따라 거짓 대리점 계약을 체결하고 계약금 등을 빼돌려 특정경제범죄가중처벌법상 상습 사기로 구속된 피고인 3명에 대해 "단순 가담자를 공모 공동정범으로 처벌하는 것은 잘못"이라고 하면서 일부 무죄판결하고 나머지 징역1~2년, 집행유예2~3년을 선고했다. 기존 판례를 뒤집은 새로운 판결이다.[10] 6월 4일에 대한민국 제14대 국회의원 선거에서 통일국민당 관계자로부터 돈을 받고 250여명의 대학생들을 유세장에 동원하여 구속된 대학생 선거브로커조직 대표에게 징역1년 집행유예2년, 부대표에게 징역10월 집행유예2년을 각각 선고하면서 돈을 주고 이들 대학생을 고용한 국민당 산하 통일국민청년연합중앙회 사무총장에게 징역1년을 선고했다.[11] 6월 24일에 국제사회주의자그룹이라는 이적단체를 구성해 국가보안법위반으로 구속된 조현정에게 "1991년 5월 31일에 국가변란을 목적으로 선전,선동하는 목적을 갖는 단체라는 신설 조항이 만들어지기 전에 가입했다"는 이유로 무죄를 선고했다. 국가보안법위반에 대해 전면 무죄를 선고한 첫번째 사례다.[12] 12월 14일에 청부 수사를 부탁받고 뇌물을 받은 서울경찰청 강력계장 신만근에게 특가법 뇌물수수를 적용해 징역2년6월 추징금 1700만원을 선고하면서 같은 혐의로 구속된 강력계 형사 정덕주에게 징역1년6월 추징금 1600만원, 신만근에게 뇌물으 제공한 업체 대표 2명에게 특가법 뇌물 교부죄를 적용해 각각 징역1년과 징역3년을 선고했다.[13] 12월 28일에 정보사 부지 매매 사건으로 특정경제범죄가중처벌법 위반으로 구속된 합동참모본부 군사연구실 자료과장에게 "정보사 부지의 불하가 실제로 가능할 것이라고 믿고 매매를 추진했다고 하지만 이미 정보사 이전 계획이 백지화됐고 직인 등을 위조해 매매계약을 맺었다"며 징역17년 벌금10억원 추징금10억4600만원을 선고했다.[14] 1993년 1월 28일에 1989년 국회에 제출된 국방부 기밀문서를 외부로 유출한 민주당 (1991년 대한민국) 이철 의원의 보좌관 성종대에게 군사기밀보호법 위반으로 징역10월 집행유예2년, 평화민주당 조윤형 부총재의 비서관 원성묵에게 징역8월 집행유예1년을 선고했다.[15] 2월 27일에 남조선노동당 결성한 혐의로 구속된 황인오에 대해 "이선화(이선실)가 북한정치국 후보위원이라고 볼만한 입증 증거가 없고 단지 황인오와 함께 입북한 대남공작원으로만 인정한다"고 하면서 "황인오가 북한노동당에 가입한 뒤에 북한의 지령에 따라 반국가단체인 민애전을 결성하고 북한으로부터 권총 등 장비와 공작금을 받은 사실을 인정한다"며 무기징역을 선고했다.[16]

- 서울형사지방법원 항소6부 재판장으로 재직하던 1993년 5월 20일에 시한부 종말론을 유포해 신도들로부터 거액을 받아 1심에서 징역2년이 선고된 다미선교회 이장림에게 사기,외국환관리법 위반을 적용해 징역1년 미화 2만6천달러 몰수형을 선고했다.[17] 7월 9일에 점당 500만원짜리 판돈 7만원의 고스톱판을 벌여 1심에서 벌금 30만원이 선고된 피고인에게 "월50~80만원 정도의 수입과 모임의 성격 등에 비추어 일시적인 오락일뿐이다"는 이유로 원심을 깨고 무죄를 선고했다.[18]

- 서울고등법원 형사1부 재판장으로 재직하던 1998년 9월 2일에 대한민국 제15대 국회의원 선거에서 선거운동조직인 잠실 시영아파트협의회에 2400여만원을 제공하여 공직선거법위반으로 기소된 한나라당 홍준표 의원에 대한 재정신청 사건 항소심 선고공판에서  원심대로 벌금 500만원을 선고했다.[19] 11월 18일에 대한민국 제15대 국회의원 선거 직전에 선거활동비 명목으로 4500여만원을 뿌리고 연락사무 11개를 불법 개설해 운영하여 1심에서 징역1년 집행유예2년, 2심에서 벌금 500만원을 선고받았으나 대법원에서 법률 적용의 잘못으로 파기환송된 새정치 국민회의 이기문 의원에게 벌금 500만원을 선고했다.[20] 1999년 2월 12일에 사건 청탁으로 3천만원을 받아 1천만원을 챙기고 브로커에게 나머지를 줘 알선수재 혐의로 1심에서 징역10월 집행유예2년이 선고된 경찰청 특수수사과장 박정원에 대해 "사건 무마 부탁을 받고 '내가 해결할 수 없는 문제'라며 경찰에 발이 넓은 브로커를 소개해줬을뿐 알선행위에 관여한 사실이 없을 뿐만 아니라 단순 전달자 역할을 하면서 받은 돈 중에서 일부를 자신이 사용한 것은 비난받아 마땅하지만 알선행위의 당사자로서 받았다고 볼 수 없다"며 무죄를 선고했다.[21] 2월 26일에 특정경제범죄 가중처벌법 횡령, 배임 등으로 1심에서 징역7년이 선고된 기아자동차 김선홍 회장에 대해 징역4년을 선고했다.[22]